# بداية باتمان (موسيقى تصويرية)
بداية باتمان أو باتمان يبدأ هو ألبوم موسيقى تصويرية للفيلم الذي أخرجه كريستوفر نولان عام 2005. أصدر الألبوم يوم 15 يونيو 2005، وتضمن موسيقى الفيلم. هو من تلحين هانز زيمر وجيمس نيوتن هاوارد، بمشاركات من رامين جوادي وميل ويسون. أغاني الألبوم معنونة عن الأسماء اللاتينية لأصناف مختلفة من الخفافيش.

## التلحين
كان المخرج كريستوفر نولان قد دعا زيمر لتأليف موسيقى الفيلم، وطلب منه هذا الأخير إذا كان باستطاعته دعوة هاوارد ليلحن أيضا، لأنهما رغبا دوما في العمل معا. تعاون الملحنين بالعمل على أغاني منفصلة من أجل إظهار «الشخصية المزدوجة» لبروس وين وهويته الأخرى باتمان. بدأ زيمر وهاوارد التلحين في لوس آنجيليس وانتقلا إلى لندن حيث بقيا لاثني عشر أسبوعا لإنجاز معظم التأليف. وجد الفنانين الإلهام لصياغة الموسيقى بزيارة مواقع تصوير بداية باتمان.
أراد زيمر اجتناب تلحين ما تم استخدامه في أفلام باتمان السابقة، لذا أصبحت الموسيقى دمجا من الأوركسترا والموسيقى الإلكترونية. تشكلت أوركسترا الفيلم ذات تسعين قطعة من أعضاء من مختلف أرجاء لندن، واختار زيمر استعمال عدد أكبر من الكمان الجهير. لجأ زيمر إلى صبي سوبرانو للمساعدة على عكس الموسيقى في بعض مشاهد الفيلم التي تشمل ذكريات والدي بروس وين المأساوية. حاول زيمر أيضا أن يضيف بعدا إنسانيا لباتمان، الذي يُنظر إليه على أنه سايكوباتي السلوك طوال الموسيقى. تعاون كلا الملحنين على تأليف ساعتين وعشرين دقيقة من الموسيقى للفيلم. لحن زيمر مشاهد الحركة بينما ركز هاوارد على دراما الفيلم.

## عند النقاد
اختلفت مراجعات الموسيقى. شبكة الموسيقى التصويرية مثلا، قالت في مراجعة بقلم مات سكيلر أن «الموسيقى تكمل المرئيات بدون خلل»، ونعت مات أغنية الحركة الرئيسية، مولوسوس، بأحسن قطعة في الألبوم: «ما أن تبدأ هذه الأغنية، فإنها لا تتوقف أبدا». يعترف أيضا بأن الألبوم يميل إلى أسلوب هانز زيمر بدلا من أسلوب جيمس نيوتن هاوارد («كنت لأقول 70% زيمر، و30% هاوارد»)، وأنه «ينبغي على الارجح على كارهي هانز زيمر/شركة مشاريع الإعلام تخطي هذا الألبوم». كان تقييم مات في النهاية أربع نجمات على خمسة.
لكن كريستيان كليمنسون، ناقد فيلم تراكس الوحيد، كان أقل استعداد للإشادة بالألبوم قائلا أن قرار زيمر وهاوارد بعدم استعمال أدوات إلفمان هو سلوك «ينتن من الكسل». ورأى أن الأغنية التي تمثل باتمان غير ملائمة لتمثيل شخصية بروس وين وباتمان المعقدة. كان تقييم كريستيان في النهاية نجمتين على خمسة.

## في أعمال أخرى
كثيرا ما تستعمل عينات من موسيقى الألبوم التصويرية في إنتاجات البطولة الخارقة الأخرى المتعلقة. استخدمت أغنيتي «فيسبرتيليو» و«إبتيسيكوس» في عرض الحلقة الأولى من مسلسل هيروز. وظهرت أغنية «مايوتيس» في الأشرطة الدعائية لأفلام كينغ كونغ والمدهشون الأربعة وفار كراي. كما استعملت عينة من أغنية «مولوسوس» في الحلقة الأولى من مسلسل أكوامان، وكذلك في الأشرطة الدعائية لفيلمي في لأجل فينديتا وفارس الظلام. استخدمت أيضا بداية أغنية «فيسبرتيليو» وجزء من أغنية «مايوتيس» في الشريط الدعائي لفيلم في لأجل فينديتا المذكور آنفا.

## قائمة الأغاني
| الرقم | العنوان        | المدة | المشاهد الرئيسية |
| ----- | -------------- | ----- | --- |
| 1     | "فيسبرتيليو"   | 2:52  | عند الافتتاح، ومشهد الخفافيش الارتجاعي، والرحلة إلى معبد رأس الغول.                                                                           |
| 2     | "إبتيسيكوس"    | 4:20  | مشهد بروس الارتجاعي متذكرا والديه، ومشهد التدريب.                                                                                             |
| 3     | "مايوتيس"      | 5:46  | مشهد تدمير المعبد، وحين يعرف بروس ما عليه فعله عند العودة إلى غوثام.                                                                          |
| 4     | "بارباستيلا"   | 4:45  | وفاة والدا بروس، وحين يرى هذا الأخير الخفاش ويدخل الكهف راشدا.                                                                                |
| 5     | "أرتيبيوس"     | 4:20  | أول ظهور لباتمان، وحين يلتقي هنري دوكارد ببروس في السجن.                                                                                      |
| 6     | "تاداريدا"     | 5:06  | حين تكون رايتشل في الكهف، وحين يهاجم الفزاعة باتمان.                                                                                          |
| 7     | "ماكروتوس"     | 7:36  | مشهد بروس الارتجاعي وهو ذاهب إلى الأوبيرا، ومشهد بروس في اختبار النينجا، ومشهد بروس الارتجاعي حين يلتقي برايتشل مرة أخرى والمحكمة مع جو تشيل. |
| 8     | "أنتروزوس"     | 3:59  | حين يكشف باتمان عن نفسه لرايتشل، وحين يطير إلى دوكارد، وحين يقاتل محاربي عصبة الظلال.                                                         |
| 9     | "نايكتريس"     | 4:26  | حين يلتقي بروس بلوسيوس فوكس، وحين يعد معداته، وحين يكون مع رايتشل قبل أن تذهب إلى مستشفى آركام.                                               |
| 10    | "مولوسوس"      | 4:49  | حين تفر التامبلر في مطاردة إلى الكهف. |
| 11    | "كورينوراينوس" | 5:04  | مشهد التقاء بروس ورايتشل في حطام قصر وين، وحين يري غوردون إشارة البات لباتمان.                                                                |
| 12    | "لاسيوروس"     | 7:27  | حين يعلم رأس الغول بروس عن المجرمين، ومشهد بروس مراقبا غوثام بعد هزيمة فالكوني.                                                               |

إذا أخذت الحروف الأولى من عناوين الأغاني 4-9، يحصل على كلمة «باتمان».

## الرتبة في التصنيفات
| التصنيف (2005)                  | الرتبة |
| ------------------------------- | ------ |
| بيلبورد 200 في الولايات المتحدة | 155    |
| أعلى ألبومات الموسيقى التصويرية | 8      |

## روابط خارجية
- بداية باتمان على موقع أول موفي (الإنجليزية)